# Колапс (книга)

«Колапс: Як суспільства обирають між виживанням і загибеллю» (англ. Collapse: How Societies Choose to Fail or Succeed, 2005) — науково-популярна книга американського еволюційного біолога Джареда Даймонда, в якій досліджуються причини занепаду людських суспільств.
Професор географії та фізіології Каліфорнійського університету в Лос-Анджелесі Джаред Даймонд є автором світових інтелектуальних бестселерів. 1998 року Даймонд отримав  Пуліцерівську премію за книгу «Зброя, мікроби і харч», яка була присвячена аналізу причин успіху тих чи інших суспільств. Певним чином «Колапс» є її продовженням — тут пояснюється, що саме призводить суспільства до занепаду і загибелі. Даймонд спочатку ретельно досліджує причини занепаду стародавніх культур — суспільства  острова Пасхи, поселень  вікінгів у Гренландії,  індіанців Мая в Америці тощо, а потім переконливо доводить, що багато сучасних суспільств, передусім Китай і Північна Америка, стоять на роздоріжжі і в недалекому майбутньому повинні вирішити для себе, хочуть вони існувати чи готові загинути. Як і у «Зброї, мікробах і харчі», він спростовує етноцентричні пояснення розглянутих колапсів, а натомість зосереджує увагу на екологічних чинниках.

## Огляд
У пролозі Даймонд наводить цілі та методи дослідження в «Колапсі»:
|  | В цій книзі порівняльний метод використовується для того, щоб пояснити соціальні колапси до яких додається чинник навколишнього середовища. В попередній книзі («Зброя, мікроби і харч») я використовував порівняльний метод для вирішення протилежного питання — про різницю у швидкості побудови людського суспільства на різних континентах за останні 13000 років. У даній книзі наголос зроблений не на побудові суспільства, а на його колапсі, і я порівнюю суспільства теперішнього і минулого з точки зору їх екологічної вразливості, відносин із сусідами, політичних інститутів та інших «вхідних» елементів при постульованій стабільності суспільств. |

Під колапсом Даймонд розуміє різке падіння чисельності населення і/чи втрату політичних, економічних, соціальних досягнень на значній території на значний час. Явище колапсу вважається крайньою формою тривалого процесу занепаду.
На думку Даймонда, те, чи залишиться певне суспільство тільки в історії залежить від п'яти основних факторів:
- руйнування середовища проживання, ступінь його вразливості чи стійкості;
- зміна клімату (глобальні похолодання чи потепління, посухи тощо);
- наявність ворожих сусідів, що можуть завдати військової поразки, в тому числі, в разі ослаблення суспільства з інших причин;
- залежність від відносин з дружніми сусідами;
- усвідомлення суспільством своїх проблем, готовність їх вирішувати.

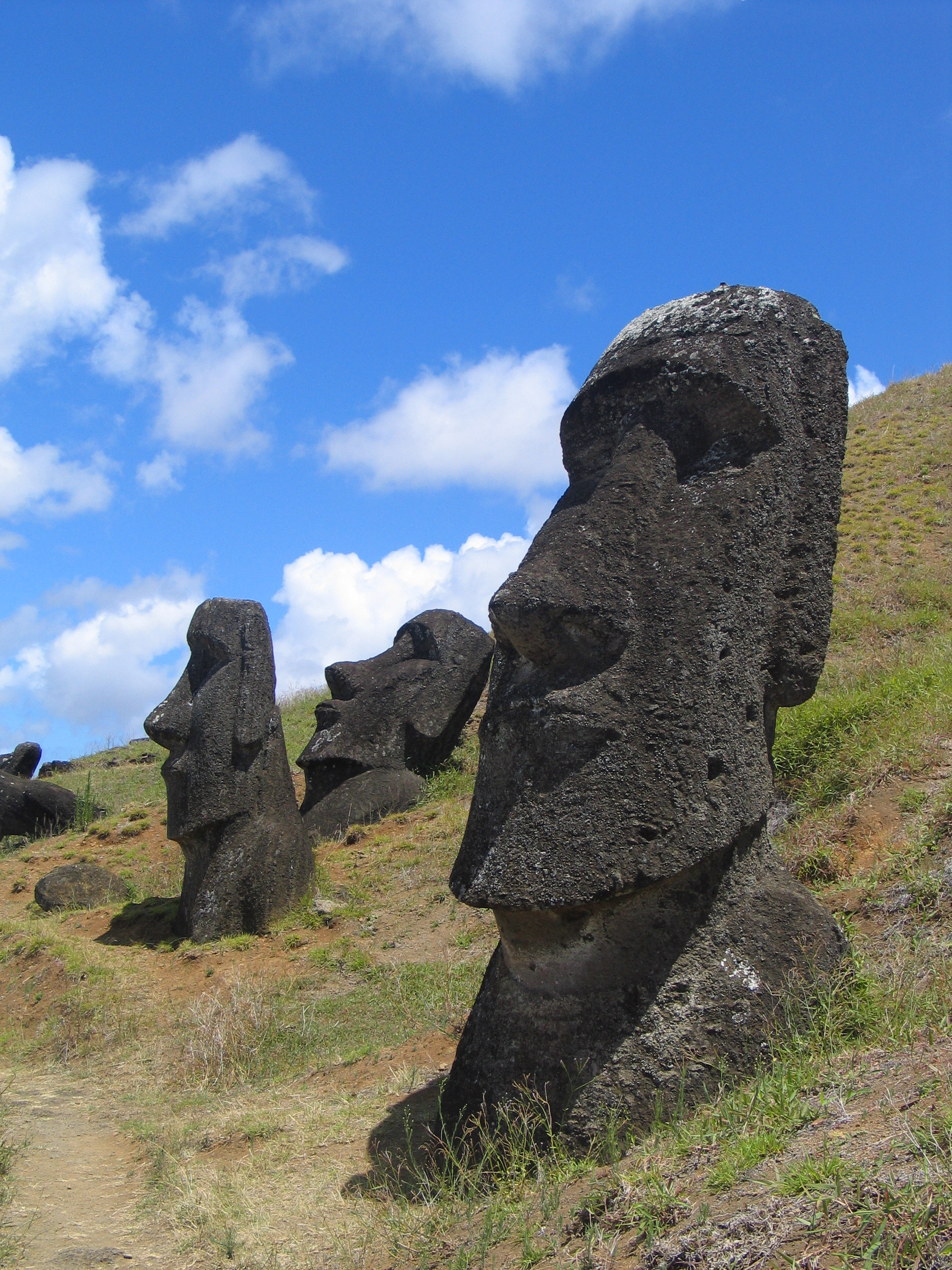
Даймонд вважає Острів Пасхи найяскравішим прикладом колапсу ізольованого суспільства

Автор показує, наскільки майбутній колапс може бути непомітним для самого суспільства. «Про що думали мешканці острова Пасхи, коли зрубували останнє дерево?» — питає Даймонд. І дає відповідь: приблизно про те саме, про що думає сучасний промисловець чи фермер — ні про що суспільне, а тільки про своє особисте. У суперечності між суспільним і особистим, у нездатності усвідомити загрози і направити спільні зусилля на їх подолання Даймонд вбачає основну причину колапсу окремого суспільства.

## Структура книги
Книга складається з чотирьох частин.
- Перша частина досліджує навколишнє середовище  Штату Монтана (США). Проаналізовано взаємний вплив суспільства і навколишнього середовища.
- Друга частина розповідає про суспільства минулого, які зазнали колапсу. Даймонд розглядає колапс суспільства, який може бути спричинений п'ятьма наборами факторів: руйнування навколишнього середовища, зміни клімату, ворожі сусіди, втрата торгових партнерів, і власне реакція суспільства на його проблеми. Досліджуються наступні суспільства:
  - Гренландські скандинави (зміна клімату, руйнування навколишнього середовища, ірраціональне небажання використання риби в їжу, ворожі сусіди і перш за все небажання адаптуватися задля уникнення соціального колапсу).
  - Острів Пасхи (суспільство що колапсувало цілком через руйнування навколишнього середовища).
  - Полінезійці  Острову Піктерн (руйнування навколишнього середовища і втрата торгових партнерів).
  - Анасазі північного заходу  Північної Америки (руйнування навколишнього середовища і зміни клімату).
  - Мая у  Центральній Америці (руйнування навколишнього середовища, зміни клімату, ворожі сусіди).
  - Далі Доймонд розглядає три успішні історії з минулого:
    - Крихітний острів Тікопіа у Тихому океані.
    - Сільськогосподарський успіх центральної Нової Гвінеї.
    - Озеленення  Японії у Період Едо.
- Третя частина розглядає сучасні суспільства:
  - Колапс та Геноцид у Руанді, що стався частково через перенаселеність.
  - Занепад Гаїті у порівнянні із відносно успішним сусідом —  Домініканською Республікою.
  - Проблеми з якими стикаються країни, що розвиваються, Китай.
  - Проблеми з якими стикаються розвинуті країни, Австралія.
- Четверта частина підбиває підсумок дослідження розглядаючи такі питання як бізнес і глобалізація, і те, які практичні висновки потрібно зробити сучасним суспільствам для уникнення долі загиблих суспільств.

У виданні книги 2011 року, автор додав ще один розділ (Afterword: Angkor's Rise and Fall), в якому розглянув занепад цивілізації Кхмерів.

## Фільм
У 2010 році на  National Geographic вийшов документальний фільм Collapse, оснований на книзі Даймонда.